# 2015年高雄海碩國際男子網球挑戰賽
2015年高雄海碩國際男子網球挑戰賽於2015年9月21日至27日在臺灣高雄市陽明網球中心舉行
，為賽事總獎金達12.5萬美元的國際男子職業網球總會挑戰賽事。

## 單打參賽者

### 種子
| 國家     | 球員          | 排名1 | 種子 |
| -------- | ------------- | ----- | ---- |
| 捷克     | 吉力·維斯利   | 40    | 1    |
|          | 鄭現          | 75    | 2    |
| 捷克     | 盧卡斯·拉索爾 | 85    | 3    |
| 印度     | 尤奇·班布里   | 125   | 4    |
| 日本     | 伊藤龍馬      | 127   | 5    |
|          | 馬修·伊布登   | 133   | 6    |
| 義大利   | 盧卡·瓦尼     | 135   | 7    |
| 爱沙尼亚 | 于爾根·佐普   | 156   | 8    |

- 1依照2015年9月14日公布的排名排序。

### 其他球員
以下球員獲得外卡進入單打會內賽：
- 吉力·維斯利
- 尤奇·班布里
- 王介甫
- 洪睿晨

以下球員從會外賽事獲得單打會內資格：
- 李冠毅
- Harry Bourchier
- 伊藤龍馬
- 易楚寰

## 賽程

### 單打
- 鄭現 def.  尤奇·班布里, 7-5, 6–4

### 雙打
- 謝政鵬 /  楊宗樺 def.  公茂鑫 /  彭賢尹, 6–2, 6–2

## 外部連結
- 官方網站